# Armour-Geddon 2: Codename Hellfire
Armour-Geddon 2: Codename Hellfire – gra komputerowa stanowiąca połączenie gry strategiczno-taktycznej z symulacją 3D, stworzona na platformę Amiga, wydana w roku 1994 przez firmę Psygnosis. Jest to kontynuacja gry Armour-Geddon, która przenosi gracza w sam środek bliżej nieokreślonego konfliktu zbrojnego.
Grę można toczyć w pojedynkę lub z drugim graczem przez sieć (null modem).

## Rozgrywka
Gra stanowi pakiet dodatkowych misji z nieco poprawionym silnikiem oraz drobnymi poprawkami logiki. Misje rozgrywane są na obszarze jednej mapy o powierzchni 65000 kilometrów kwadratowych. Podobnie jak poprzednio, kwatera główna gracza znajduje się pod powierzchnią ziemi, gdzie pozostawiono do dyspozycji centrum dowodzenia składające się z sekcji wywiadowczej, badawczo-produkcyjnej, magazynowej oraz wydobywczej. Gdy naukowcy opracują, a inżynierowie wyprodukują pojazd lub broń, gracz może jednostkę wyposażyć w odpowiednią broń. Do dyspozycji są zarówno pojazdy naziemne, jak i powietrzne. Można kierować dwoma rodzajami czołgów, poduszkowcem, helikopterem, bombowcem lub myśliwcem, sterowcem oraz pojazdem transportującym.